# Луис Арсе
Луис Алберто „Лучо” Арсе Катакора (шп. Luis Alberto "Lucho" Arce Catacora; Ла Паз, 28. септембар 1963) боливијски је политичар. Од 8. новембра 2020. године је председник Боливије. Два пута је био министар економије и јавних финансија од 2006. до 2017. и 2019. под председником Евом Моралесом. Изабран је за председника Боливије након победе на општим изборима у Боливији 2020. године, а инаугурисан 8. новембра 2020. Члан је Покрета за социјализам.

## Детињство и младост
Луис Арсе је рођен 28. септембра 1963. у Ла Пазу. Био је син Карлоса Арсе Гонзалеса и Олге Катакоре, обоје учитељи. Арсе је одрастао у породици средње класе и завршио гимназију у свом родном граду 1980. Студирао је на Институту за банкарско образовање у Ла Пазу, у почетку завршивши рачуноводство 1984. године. Године 1991. завршио је економију на  Вишем универзитету у Сан Андресу пре завршетка студија у иностранству на Универзитету Варвик у Ковентрију где је дипломирао 1997. године са мастером из економије. Такође има почасни докторат Универзитета де лос Андес и приватног Универзитета Франц Тамајо (УНИФРАНЗ) у Боливији.  

## Каријера
Арсе је провео већи део свог радног века као државни службеник, почев од 1987. године у Централној банци Боливије, где је провео велики део своје професионалне каријере. Од 1992. до 2005. године, Арсе је радио у Менаџменту међународних операција Централне банке Боливије као заменик менаџера резерви. Између 1994. и 1995. биће унапређен у позицију шефа Одељења за информације и публикације, подуправства за истраживање и анализу, под Менаџментом економских студија Централне банке Боливије
Такође је почео да ради на академско-универзитетском пољу као додипломски и постдипломски професор на различитим јавним универзитетима и приватним универзитетима у Боливији. Такође је држао бројна предавања на различитим универзитетима у Европи, Северној Америци и Латинској Америци, укључујући Универзитет Колумбија у Њујорку, Универзитет у Буенос Аиресу и Универзитет Харвард.

## Министар економије
Председник Ево Моралес именовао је Арсеа 23. јануара 2006. године за министра финансија. Три године касније, 2009. године, преузео је команду над новим Министарством економије и јавних финансија. Неки медији у Боливији описали су Арсеа као заслужног за економски препород Боливије. Арсе је надгледао национализацију угљоводоника, телекомуникација и рударских компанија у Боливији, као и стварање БанкоСур-а. Надгледао је брзу експанзију боливијске економије, са растом БДП-а за 344%, а екстремним сиромаштвом смањеним са 38% на 15%.  
2011. године, Амерички економски магазин рангирао је Арсеа за 8. најбољег министра економије у региону од укупно 18 Уочи општих избора у Боливији 2014. године, Вол стрит џурнал га је сматрао главним фактором у Моралесовом поновном реизбору. 
Дана 24. јуна 2017. године, Луис Арсе био је принуђен да напусти положај и отпутује у Бразил на операцију, јер му је месецима раније дијагностикован тешки рак бубрега. Тамо је остао у мандатном периоду опоравка пре него што се 23. јануара 2019. вратио на место министра економије.
Као министар економије, Арсе се није превише експонирао. Кристофер Сабатини, виши истраживач за Латинску Америку у Четам хаусу и оснивач Америкас Куартерли описао је Арсеа као „једног од ретких технократа у МАС- у“. Сабатини је написао да је „прибран“ и „да се не упушта у запаљиву реторику“.  И самом Арсеу су Боливија и медији често приписивали заслуге за вођење нације кроз период економског раста. Његове политике биле су истакнуте у смањењу стопе сиромаштва у Боливији током његових мандата и омогућавању великих количина економског раста као резултат повећања извоза гаса.  Генерално, као министар економије, Арсеово наслеђе је генерално позитивно. 

## Председничка кампања
Након боливијске политичке кризе 2019. године, која је резултирала оставком председника Ево Моралеса и његове владе, привремена председница Ђанине Ањез расписала је нове изборе. Моралес је 19. јануара 2020. објавио да су након осам сати састанака у Аргентини Луис Арсе и бивши министар спољних послова Давид Чокуеуанка изабрани да буду кандидати Покрета за социјализам (МАС) на изборима 2020. године. Арсеови противници критиковали су га као марионету Моралеса, оптужбу коју су он и његова странка одбацили. Један лидер МАС-а, Давид Апаза, покушао је да дистанцира Арсеову кампању од контроверзног бившег председника, рекавши да се „категорично, Ево неће мешати у владу брата Луиса Арсеа“.  Сам Арсе је рекао да Моралес „неће имати никакву улогу у нашој влади“.
Већина испитивања јавног мњења показала је да је Арсе имао предност, иако без довољно да избегне новембарски други круг. До изборне ноћи, подељени кандидати деснице успели су да се делимично консолидују око бившег председника Карлос Месе док су Ањез и бивши председники Јорге Куирога изашли из трке. Иако су рани резултати фаворизовали Месу, брзо пребројавање гласова које је спровела бирачка кућа Киесмори ујутро 19. октобра указало је да је Арсе освојио 52,4% гласова, довољно за коначну победу на изборима без потребе за другим кругом. Арсе и његова странка прогласили су победу коју је привремена председница Ањез убрзо потврдила на Твитеру. Меса, Арсеов примарни противкандидат, признао је пораз на конференцији за новинаре рекавши да су почетна пребројавања показала "снажну и јасну" победу за Арсеа.

## Публикације
Арсе Катакора је објавио неколико књига и чланака о економији, укључујући „Боливијски економски социјално-комунитарни продуктивни модел“ (2015), „Неизвесност и доларизација у Боливији“,  „Да ли је примерен механизам Болсина (девизно тржиште Централне банке) ? ", „Кратка оцена боливијског режима девизног курса“, „Допринос расправи о доларизацији“, „Потражња за новцем у Боливији“ и „Финансијска либерализација и концентрација у банкарском систему“.

## Лични живот
Арсе је ожењен Лурдес Бригидом Дуран Ромеро. Заједно имају троје деце: Луиса Марсела, Рафаела Ернеста и Камилу Даниелу.